# Mareike Mende
Mareike Mende (* 14. August 1985) ist eine ehemalige deutsche Fußballspielerin.

## Karriere

### Vereine
Aus der U17-Nachwuchsmannschaft des FC Bayern München hervorgegangen, rückte Mende zur Saison 2001/02 in die erste Mannschaft auf. Ihr Debüt im Seniorenbereich – ab der 72. Minute für Susanne Eigner eingewechselt – gab sie am 2. Juni 2002 (20. Spieltag) bei der 0:4-Niederlage im Auswärtsspiel gegen den 1. FFC Turbine Potsdam. Eine Woche später gewann sie bei ihrer Heimspielpremiere – mit Einwechslung für Claudia Kierner in der 81. Minute – mit ihrer Mannschaft mit 5:1 gegen den SC 07 Bad Neuenahr.
In den beiden folgenden Spielzeiten wurde sie jeweils zweimal eingesetzt und bestritt ihre letzten beiden Bundesligaspiele am 19. Oktober 2003 (4. Spieltag) beim 4:2-Sieg im Heimspiel gegen den SC Freiburg, in der sie mit Gelb verwarnt wurde und in der 72. Minute für Simone Laudehr ausgewechselt wurde, und eine Woche später beim 1:1-Unentschieden im Auswärtsspiel gegen den FFC Brauweiler Pulheim, bevor sie zur zweiten Halbzeit für Kerstin Hoffmann ausgewechselt wurde.
Zur Saison 2004/05 wechselte sie zum Ligakonkurrenten SC Freiburg, für den sie allerdings kein Pflichtspiel bestritt.

### Nationalmannschaft
Mende war im Jahr 2002 dreimalige Nationalspielerin. Am 18. April debütierte sie für die U-17-Nationalmannschaft, die im Testspiel gegen die U-17-Nationalmannschaft Dänemarks durch das Tor von Simone Laudehr in der fünften Minute mit 1:0 gewann. Ihr zweites Länderspiel bestritt sie am 5. Juni beim 3:3-Unentschieden gegen die U-17-Nationalmannschaft Schwedens. Ihr letztes Länderspiel bestritt sie am 6. November für die U-19-Nationalmannschaft beim 4:0-Sieg im Testspiel gegen die U-19-Nationalmannschaft Italiens.